# فراغه
فراغه، روستایی از توابع بخش مرکزی شهرستان ابرکوه در استان یزد ایران است . در ورودی به استان یزد فاصله این روستا به مرز فارس ۱۵ کیلومتر می‌باشد. با توجه به توپوگرافی منطقه آب زیر زمینی شهرستان‌های شمالی فارس وارد این منطقه شده که باعث کشاورزی و باغداری در این منطقه گردیده. عمده فعالیت مردم منطقه باغداری زردآلو و آلوچه است که به صورت مدیریتی و مکانیزه می‌باشد.و برای افراد غیر بومی خطرناک است.

## راه ارتباطی
بزرگراه یزد به سورمق در کنار روستا عبور کرده دسترسی روستا را 
به سایر نقاط کشور امکان پذیر کرده
راه آهن اقلید به یزد نیز در حاشیه روستا عبور کرده ولی متاسفانه در حال حاضر فاقد ایستگاه می باشد.

## زبان
زبان مردم این منطقه فارسی با گویش فراغه ای است که البته تحت 
تأثیر لحجه مناطق همجوار قرار گرفته است گویش مردم این منطقه شباهت هایی هم به زبان لری دارد که به دلیل مهاجرت مردم لر زبان بختیاری در بازه زمانی صد تا دویست سال پیش به این منطقه است.

## جمعیت
جمعیت' ، 
جمعیت این روستا که در دهستان فراغه قرار دارد و براساس سرشماری مرکز آمار ایران در سال ۱۳۸۵، جمعیت آن ۹۹۴ نفر (۲۷۲خانوار) بوده‌است؛ که در سال‌های اخیر رو به افزایش بوده است.

## اماکن دیدنی
سرو علی‌‌‌‌:مکان مقدسی هست که دارای حجره هایی هست که در سال های اخیر به کمک خیرین بازسازی شده و در ایام مذهبی و سال مورد زیارت علاقه مندان قرار میگیرد
مکان های دیدنی دهستان: قلعه های صادق آباد.خسروآباد. جلال آباد.شهرآباد.رستم آباد.قاسم آباد.رحیم آباد (لَحمیان).قلعه گاشار.خانه های بافت قدیم فراغه
سد لَحمیان.
بازدید از قنات ها و باغ های زردآلو و آلوچه

## آموزش
روستا دارای چهار باب مدرسه هست
که هم اکنون به علت کاهش جمعیت  دو باب عملا تعطیل می باشد.

## درمان
روستا دارای یک درمانگاه بهداشتی درمانی و یک واحد خانه بهداشت
و همچنین یک پایگاه اورژانس می باشد.

## اقتصاد
اقتصاد روستا بر پایه کشاورزی و دامپروری می باشد
که محدود هم در بخش خدمات صنعت،معدن اشتغال دارند
با توجه به آب و هوای منطقه باغداری زردآلو در انواع اقسام و همچنین باغداری آلوچه،انار،انجیر گ بادام نیز انجام میگیرد
متأسفانه در زمینه صنایع پایین دست و فرآوری تاکنون سرمایه گذاری نشده.

## امکان مذهبی
یک باب مسجد که بنیان آن در اوایل دهه قرن 1300 پایه گذاری گردیده که به مرور بازسازی شده
که آخرین بار به کمک خیرین در سال 1392 پس از تخریب تجدید بنا گردیده 
تکیه حضرت ابوالفضل که بیشتر در ایام سوگواری و مراسم های ختم مورد استفاده قرار می‌گیرد که دارای آشپزخانه و آبدارخانه هم می باشد توسط کمک اهالی در سال 1372 بنیان نهاده شده
سرو علی نیز مکان مقدس که دارای چندین حجره می باشد که در ایام خاص سال مورد زیارت علاقه مندان قرار میگیرد
قبور شهدا و اموات در ناحیه جنوب شرق روستا در مسیر روستای صفی آباد می باشد.

## امکان خدماتی
چهار باب مدرسه، 
مهدکودک و پیش دبستانی، 
درمانگاه، 
داروخانه، 
خانه بهداشت، 
اورژانس،  
پست بانک، 
بانک کشاورزی، 
پاسگاه انتظامی،
ایست بازرسی، 
باسکول 50تنی، 
چندین فروشگاه مواد غذایی، 
چندین فروشگاه خدمات کشاورزی،
فروشگاه ابزار آلات ساختمانی، 
مخابرات، 
شرکت تعاونی، 
خدمات کشاورزی، 
غسالخانه، 
دهیاری، 
مسجد و تکیه، 
پارک و فضای سبز، 
نانوایی، 
داروخانه دامپزشکی، 
قصابی، 
کافی شاپ، 
سالن ورزشی چند منظوره، 
زمین خاکی  و چمن مصنوعی، 
سالن بیلیارد، 
شورای حل اختلاف، 
کتابخانه، 
دهیاری، 
دوباب خانه سازمانی، 
پایگاه بسیج،
فست فود،
رستوران،

## مساحت روستا
مساحت روستا 62 هکتار می باشد. 
طول روستا 1738 متر. 
عرض روستا 958 متر.
محیط روستا 3700 متر.

## مختصات جغرافیای
عرض 31.052578
طول 53.029993
X: 693708.6369665454
Y:3437199.9532414167
زون 39